# Sent Mamet (Gard)
Sant Mamet del Gard (en francès Saint-Mamert-du-Gard) és un municipi francès situat al departament del Gard i a la regió d'Occitània.